# 布鲁克林华埠

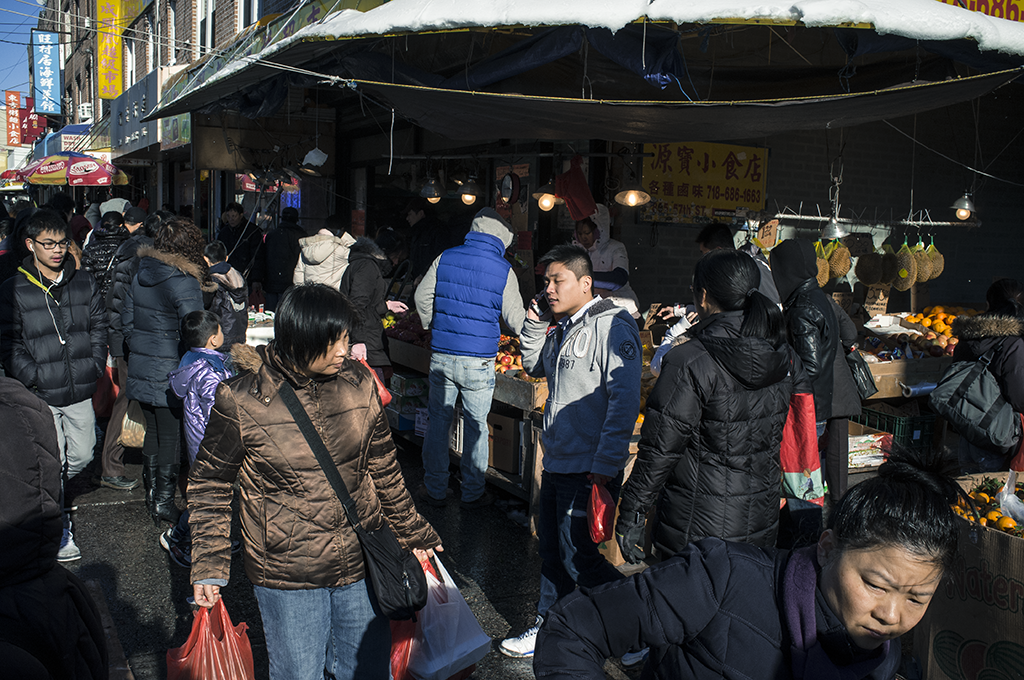
布鲁克林华埠，纽约

八大道华埠（俗称中国城或唐人街）是美國紐約市布鲁克林日落公园的一个华人集中地区。

## 历史
在二十世紀初，布魯克林區第八大道是挪威移民的聚居地，稱為「小挪威」（Little Norway）。在二次大戰後，因為挪威裔美國人遷離，整個社區開始衰落。直至1986年，第一家華裔的雜貨店在此街開張，專門售賣日用品，結果吸引了來自曼哈頓華埠的華裔居民到來此購貨。逐漸的一些華裔人士就在此街定居下來，形成華埠。

## 地理

### 布魯克林小福州
以前這個日落公園唐人街全部是廣東人，但是這個唐人街沒有這麼大也不太發展。現在變成了全紐約最大福州區，也超了曼哈顿的華人人口。
八大道华埠在1980年代初期只有几条街，店舖集中在八大道55街、59街、60街。2001年以后，因为九一一事件，到曼哈顿华埠的交通被堵塞了，八大道华埠刚好在往来新澤西及士丹頓至曼哈顿华埠的I278高速公路附近，许多华人开始转向八大道华埠购买日用品。 近年由于新移民不断增加，这里商业十分繁荣，华埠范围已从八大道65街扩展至39街，店铺一家接一家开设；现在八大道已经饱和了，商家慢慢转向了七大道发展。不过从八大道到七大道横向的商业街，只有65街，64街，61街及60街这4条街可以将七大道和八大道连接起来。
严格来说，60街不算是商业街，这条街只可以开设医务诊所或学校此类的商业。其它3条街除了64街之外，目前65街和61街还发展不错。其实65街才是商家应该重视的一条街，这条街不仅连接起通往纽约华埠的BQE高速公路，更连贯到Bay Parkway、Bensonhurst等华人比较集中的社区。65街是两线双向驾驶的十分宽阔的道路，是开车族每天必须经之路；这里有一点跟曼哈顿的坚尼地路相似。
由于楼房狭窄的原因，一般七或八大道的商店都是比较小规模的；65街则不同了，因为这条街十分宽阔和交通方便，目前已经有多间大型餐馆进驻了。由于大批的华人涌入，该区的房价出现了惊人的上涨，跟周边各区相比显得一枝独秀。
八大道华埠现在的边界大约是：
- 东北至（39街）
- 西南至（68街）
- 西北至（4大道）
- 东南至（10大道）

### 布魯克林小粵港
現在, 很多廣東人搬至本森赫斯特地区（Bensonhurst）和羊頭灣地区（Sheepshead Bay），導致這些地方發展了很多疏散的新廣東唐人街。本森赫斯特地区（Bensonhurst）的小廣東唐人街在86街18大道至Stillwell大道之間，海湾公园道（Bay Parkway）65街至74街之間，以及上18大道65街到78街左右。羊頭灣地区U大道的廣東唐人街則是在东12街和东24街之間。現在本森赫斯特地區（Bensonhurst）的好幾個小廣東唐人街和羊頭灣地区U大道的廣東唐人街總共組成了紐約最大的粵語集中區。這些廣東唐人街也有一個別稱，叫做“小粵港”。布魯克林的福州唐人街在日落公園和好幾個在本森赫斯特地和羊頭灣地区的廣東唐人街之間隔了一段距離，而不像在曼哈顿的廣東唐人街和福州唐人街在彼此的旁邊。